# Marla Runyan
Pour les articles homonymes, voir Marla.
Marla Runyan, née le 4 janvier 1969 à Santa Maria (Californie), est une athlète américaine, championne paralympique d'athlétisme en 1992 et 1996.

## Biographie
Dès sa jeunesse, elle se passionne pour le sport, pratiquant le soccer, gymnastique sport qu'elle a découvert en regardant à la télévision Nadia Comăneci lors des jeux de Montréal. 
À 9 ans, sa perte d'acuité visuelle est expliquée : elle se voit diagnostiquer le syndrome de Stargardt. Devenue officiellement non voyante, elle ne peut voir ce qui est en face d'elle mais elle conserve une vision périphérique.
Elle ne peut se résoudre à abandonner le sport et elle s'oriente alors vers l'athlétisme. Elle commence par le saut en hauteur puis rapidement vers l'heptathlon. 
Ses qualités lui permettent de participer aux Jeux paralympiques de 1992 à Barcelone où elle remporte 100 mètres, 200 mètres, 400 mètres et hauteur. Pour l'édition suivante, elle remporte l'heptathlon. Mais ces compétitions sont insuffisantes pour elle; Dès 1996, elle a participé aux sélections américaines, qualificatives pour les jeux d'Atlanta. Elle y termine à la dixième place. Cependant, son temps sur le 800 mètres la pousse à se spécialiser sur cette discipline du demi-fond.
Après une période de blessure, elle revient sur les pistes, remportant le 1 500 mètres des jeux Panaméricains 1999 puis participe aux mondiaux de Séville où elle termine à la 10e place.
L'année suivante, elle réalise son rêve de se qualifier pour les Jeux olympiques de 2000 à Sydney. Elle devient ainsi la première athlète officiellement aveugle à participer aux jeux. Mais, elle ne se contente pas de participer. Elle se qualifie lors des deux premiers tours pour atteindre la finale. Devant un rythme peu élevé qui ne lui convient pas, elle prend la tête de la course. À 400 mètres, les favorites la dépassent alors, la victoire revenant finalement à l'Algérienne Nouria Benida-Merah devant les Roumaines Violeta Szekely et Gabriela Szabó. L'Américaine termine toutefois 8e, ce qui la place comme première représentante de son pays. 
Elle confirme son rang national en battant le record américain du 1 500 mètres en salle lors de la saison indoor suivante.
En 2002, elle est la première Américaine lors du marathon de New-York pour sa première tentative sur la distance.

## Palmarès

### Jeux olympiques d'été
- Jeux olympiques de 2000 à Sydney,  Australie
  - 8e du 1 500 mètres

### Championnats du monde d'athlétisme
- Championnats du monde 1999 à Séville,  Espagne
  - 10e du 800 mètres

### Jeux panaméricains
- Athlétisme aux jeux Panaméricains 1999 à  Winnipeg,  Canada
  -  Médaille d'or du 1 500 mètres

### Jeux paralympiques d'été
- Jeux paralympiques d'été de 1992 à Barcelone,  Espagne
  -  Médaille d'or du 100 mètres
  -  Médaille d'or du 200 mètres
  -  Médaille d'or du 400 mètres
  -  Médaille d'or du saut en hauteur

- Jeux paralympiques d'été de 1996 à Atlanta,  États-Unis
  -  Médaille d'or de l'heptathlon